# Res Gestae Divi Augusti
Res Gestae Divi Augusti (Llatí: "Les gestes del Diví August") és la inscripció funerària del primer emperador romà, August, on, en una mena de testament polític, explica en primera persona els fets i les accions que va fer durant la seva carrera política i militar fins a aconseguir tot el poder que va arribar a tenir.

## Contingut
El text consta de 35 paràgrafs que poden ser agrupats en quatre seccions, a més d'una breu introducció i un apèndix realitzat post mortem.
L'emperador August va confiar a les Verges vestals, un any abans de la seva mort, tres rotlles segellats (o quatre segons Dió Cassi) que contenien:
- Unes instruccions sobre com organitzar el funeral.
- El registre de les seves accions (en llatí index rerum gestarum), que s'havia de gravar sobre tauletes de bronze per col·locar-lo davant del seu mausoleu de Roma
- Una explicació de la situació de l'Imperi (breviarium totius imperii), on es feia constar la força de l'exèrcit, el balanç de l'erari públic, el tresor imperial i els ingressos pels impostos.

La segona secció, anomenada també Res gestae, estava gravada en dues taules de bronze adossades a pilars davant del Mausoleu d'August, i es van fer còpies i exposades a les parets dels nombrosos temples d'August a tot l'Imperi.
Una quarta secció de la que se'n discuteix l'existència, sembla que hauria pogut contenir consells al Senat i, per tant, a Tiberi sobre la política interior i exterior que s'havia de seguir per a conservar l'Imperi.
Segons diu el mateix text, va ser escrit quan l'emperador tenia setanta-sis anys, això és, l'any 14, just abans de la seva mort, però probablement va ser escrit i revisat al llarg dels anys. August va deixar aquest text junt amb el seu testament, que donava instruccions al Senat perquè el gravés en inscripcions. L'original, que no ha sobreviscut, va ser gravat a dues columnes de bronze davant el Mausoleu d'August a Roma. Del text, se'n van fer moltes còpies i es va gravar en pedra a una gran quantitat de monuments i temples de l'Imperi Romà, molts dels quals han sobreviscut. La més important de les còpies que han sobreviscut és el Monumentum Ancyranum d'Ankara, que conté l'original llatí i una traducció al grec, i que es troba al temple d'August de la mateixa ciutat.